# 両丹日日新聞
両丹日日新聞（りょうたんにちにちしんぶん）は、株式会社両丹日日新聞社が発行する、京都府福知山市をサービスエリアとする地域新聞である。両丹とは、旧国名の丹波と丹後を指す。

## 概要
1945年（昭和20年）10月1日に週2回発行の「両丹時報」として創刊され、1955年（昭和30年）7月から現在の日刊紙として一新。福知山市に本社を置き、同市周辺にあった三和町、夜久野町、大江町（いずれも現在は福知山市）の3町の区域を含めた両丹地域を対象に夕刊（日曜祝祭日休刊）で発行している。
関連新聞社として「あやべ市民新聞」（綾部市の隔日刊紙=週3回刊）、「北近畿経済新聞」（月3回の旬刊経済紙）、「TOWN TOWN」（両丹アド社発行のフリーペーパー。毎月2回刊）があり、これらで「京都府北部地方新聞連合会」と題した組織を運営している。
ウェブページ版（Yahoo!ニュースにも配信）の記事では、基本的に明るい話題を中心として掲載し、政治（選挙も含む）や事件・事故や自然災害などは速報で伝える程度とし、詳細は紙面で見るように促していたが（以前はウェブページにその旨が記載されていたが、2019年のリニューアル時に削除）、2004年（平成16年）10月20日 - 21日の台風第23号による暴風雨災害、2013年（平成25年）8月15日に起きたドッコイセ福知山花火大会会場での露店爆発・炎上事件発生後、同9月15日 - 16日の台風第18号による暴風雨災害などの大規模な災害・事故はこの例外として、事故関連の報道を中心にして掲載されている。